# Guangpo
Guangpo (kinesiska: 光坡, 光坡镇) är en köping i Kina. Den ligger i den autonoma regionen Guangxi, i den södra delen av landet, omkring 130 kilometer söder om regionhuvudstaden Nanning. Antalet invånare är 21242. Befolkningen består av 9 497 kvinnor och 11 745 män. Barn under 15 år utgör 20,0 %, vuxna 15-64 år 68 %, och äldre över 65 år 10,0 %.
Genomsnittlig årsnederbörd är 2 898 millimeter. Den regnigaste månaden är juli, med i genomsnitt 627 mm nederbörd, och den torraste är januari, med 39 mm nederbörd.